# Chromaspirina multipapillata
Chromaspirina multipapillata is een rondwormensoort uit de familie van de Desmodoridae. De wetenschappelijke naam van de soort is voor het eerst geldig gepubliceerd in 1977 door Jayasree & Warwick.